# Livrustkammaren
A Livrustkammaren azaz a svéd Királyi Fegyvertár múzeuma a stockholmi királyi palota alagsorában található. A múzeum a svéd uralkodók díszfegyvereit, ruházati darabjait és egyéb reprezentációs kellékeit őrzi a középkortól kezdve.

## Története
A svéd udvarban már Magnus Eriksson király fegyvereiről leltárt készítettek 1340-ben, és ezek a kincstárba kerültek. Vasa Gusztáv uralkodása idején állították fel a királyi fegyverraktárat, ezzel a fegyverek elkülönültek a kincstártól. Vasa Gusztáv egyébként igen takarékos uralkodó volt, de új királyként, dinasztiaalapítóként nem sajnálta a kiadást tekintélye, legitimációja megerősítésére a reprezentáció révén. Ezért a kor e téren vezető német városaiból, Augsburgból és Nürnbergből drága fegyvereket, finom szöveteket, ruházatokat szereztetett be. Minderről pontos elszámolásokat vezettek, ruhatárát először 1548-ban mérték fel nagy részletességgel. A ruhák nem maradtak fenn, de a király díszfegyvereiből néhány azonosítható a mai gyűjteményben is, így páncélja két sisakkal, koronás sisakja, kerek pajzs, egy díszpuska és több nyereg.
Gusztáv fia, XIV. Erik svéd király messze túlszárnyalta apját ilyen jellegű költekezésével. A koronázás kiadásai rendkívül magasak lettek, és ebben a legnagyobb részt a ruhák és a díszfegyverek képviselték. Ekkoriban már három hasonló célú raktár volt a királyi udvarban, az egyik a királyi kis fegyvertár a díszfegyverekkel, a másik a nagy fegyvertár túlnyomórészt ténylegesen katonai célokra szolgáló eszközökkel, a harmadik pedig a királyi ruhatár. A tételeket nyilvántartották, de elhelyezésük gyakran változott, sokszor a rendelkezésre álló hely függvényében, emiatt hasonló tárgyakat ki lehetett mutatni mindhárom helyen. 
A kis fegyvertár a 16. század második felében kezdte állami történelmi műgyűjtemény jellegét ölteni, és egyre kevésbé számított a királyi személyes tulajdonának. III. Zsigmond lengyel király rövid ideig dinasztikus okokból Svédországban is uralkodott, de lemondásakor egyetlen darabot sem vihetett magával ebből a gyűjteményből. 
A kisebbik fegyvertár 1613-ban kapta mai nevét. Itt a legrégebbi leltár 1563-ból származik, de később ritkábban készült ilyen, és azok egy része is elveszett. II. Gusztáv Adolf svéd király saját, napi használatú ruhái és felszerelései számára személyes ruhatárat létesíttetett, halála után ezt is besorolták a Királyi Fegyvertárba.
Nagy pontosságú „elszámolást” készítettek Krisztina svéd királynő lemondásakor 1654-ben. Ennél is részletesebb egy 1671-es jegyzék, amiben minden darabot megszámoztak és gyakran megadták az eredeti tulajdonos uralkodó nevét is. Később a fegyvertár őrzői a gyűjtemény átadás-átvételekor új jegyzékeket vettek fel az állományról, újra számozták a darabokat, de megadták az előző számot is, ezért a mai gyűjtemény eredete, darabjainak históriája jól követhető, annak ellenére, hogy a királyi fegyvertárat gyakran költöztették különböző kastélyok között. A 19. század végén a stockholmi király palotában kapott helyet. A 20. században is érvényes leltár 1866-ból származott. 1909-ben újra elköltöztették, ezúttal a Nordiska museetbe. Jelenlegi (2018) helyére, a királyi palotába 1978-ban költöztették vissza a gyűjteményt, azóta itt tekinthető meg.

## Gyűjteményei
A hatalmas fegyvergyűjtemény használati és díszfegyverei érdekes képet adnak a technikai és művészi fejlődésről ezen a területen. A lószerszámok, dísznyergek, nyeregtakarók és kantárszerszámok is mindig a Királyi Fegyvertárba tartoztak, később itt helyezték el a díszkocsikat is.
A ruhadarabokból kevesebb maradt meg de a 18. századot már egy sor pompás koronázási öltözék képviseli, ami nemzetközileg is párját ritkítja. A Fegyvertár állami múzeummá alakítása után is rendszeresen kapott a királyi családtól ruhákat és fegyvereket, így V. Gusztáv halála után egyenruháit, dísz- és vadászfegyvereit, rendjeleit a múzeumnak adták.
A gyűjtemény kiemelkedő, híres darabjai közé tartozik II. Gusztáv Adolf király véres öltözete, ami az 1632-es lützeni csatában volt rajta, amikor elesett. Hasonlóan érdekes tárgy XII. Károly svéd király parókája, amit a poltavai csata utáni menekülése során viselt, keresztüllovagolva fél Európán, meg sáros egyenruhája, ami Fredriksten ostrománál volt rajta, amikor elesett. Itt látható III. Gusztáv álarcosbáli jelmeze is, amiben megölték. De van a gyűjteményben sok modernebb tárgy is, mint Viktória trónörökösnő ruhája, amit 1995-ben, nagykorúvá válása ünnepén viselt. 
A külföldi érdekességek közül kiemelkedik Rettegett Iván díszsisakja, amit trónörökösként viselt. Ezt a lengyelek a zűrzavaros időkben, Moszkva elfoglalásakor zsákmányolták, tőlük a svédek vették el, amikor Varsót elfoglalták. Különleges II. Zsigmond Ágost lengyel királynak és lovának díszpáncélzata, amit 1574-ben ajándékozott III. János svéd királynak.

Gusztáv Vasa koronás sisakja, 1540 körül
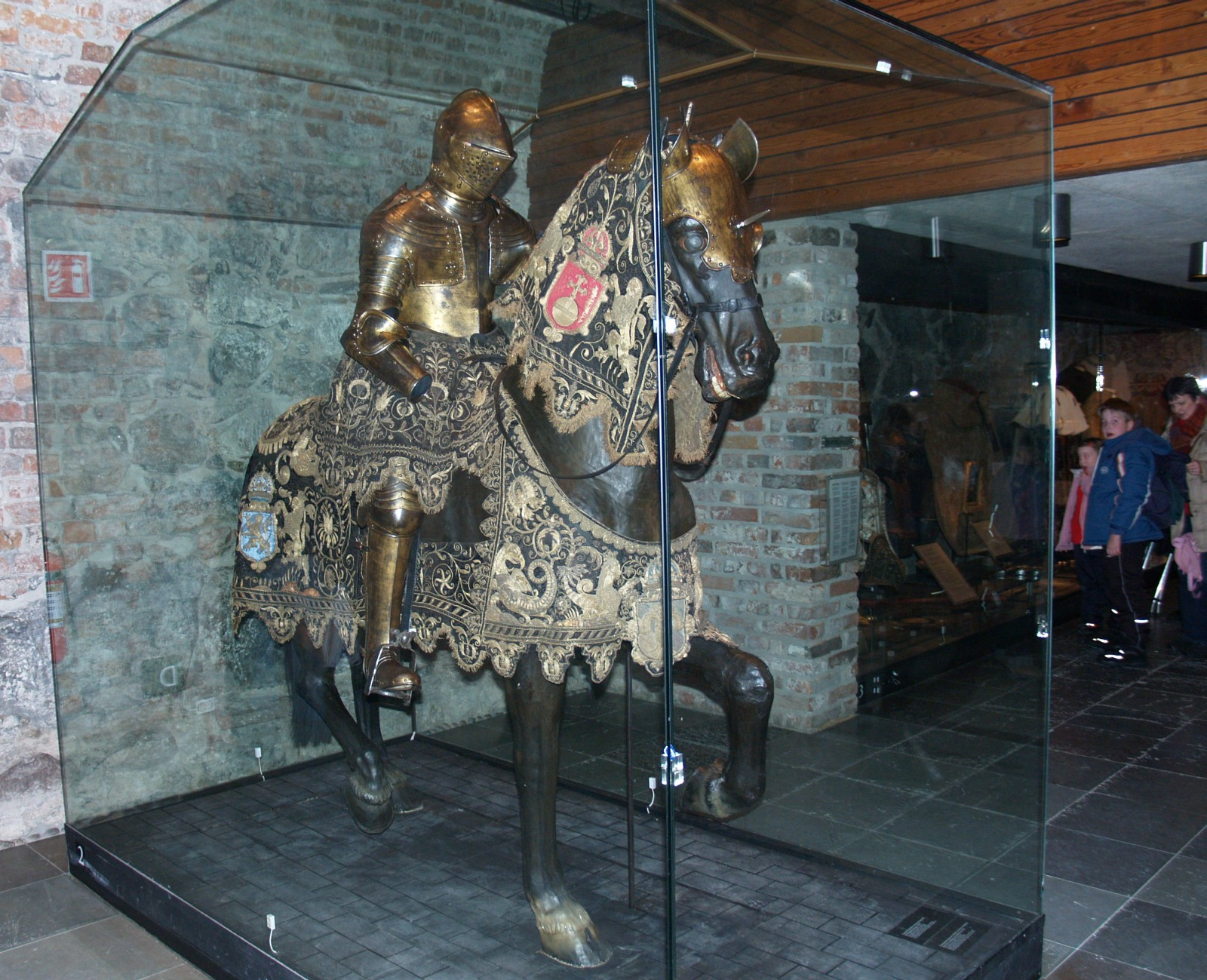
II. Gusztáv Adolf és harci lovának felszerelése
Rettenetes Iván sisakja
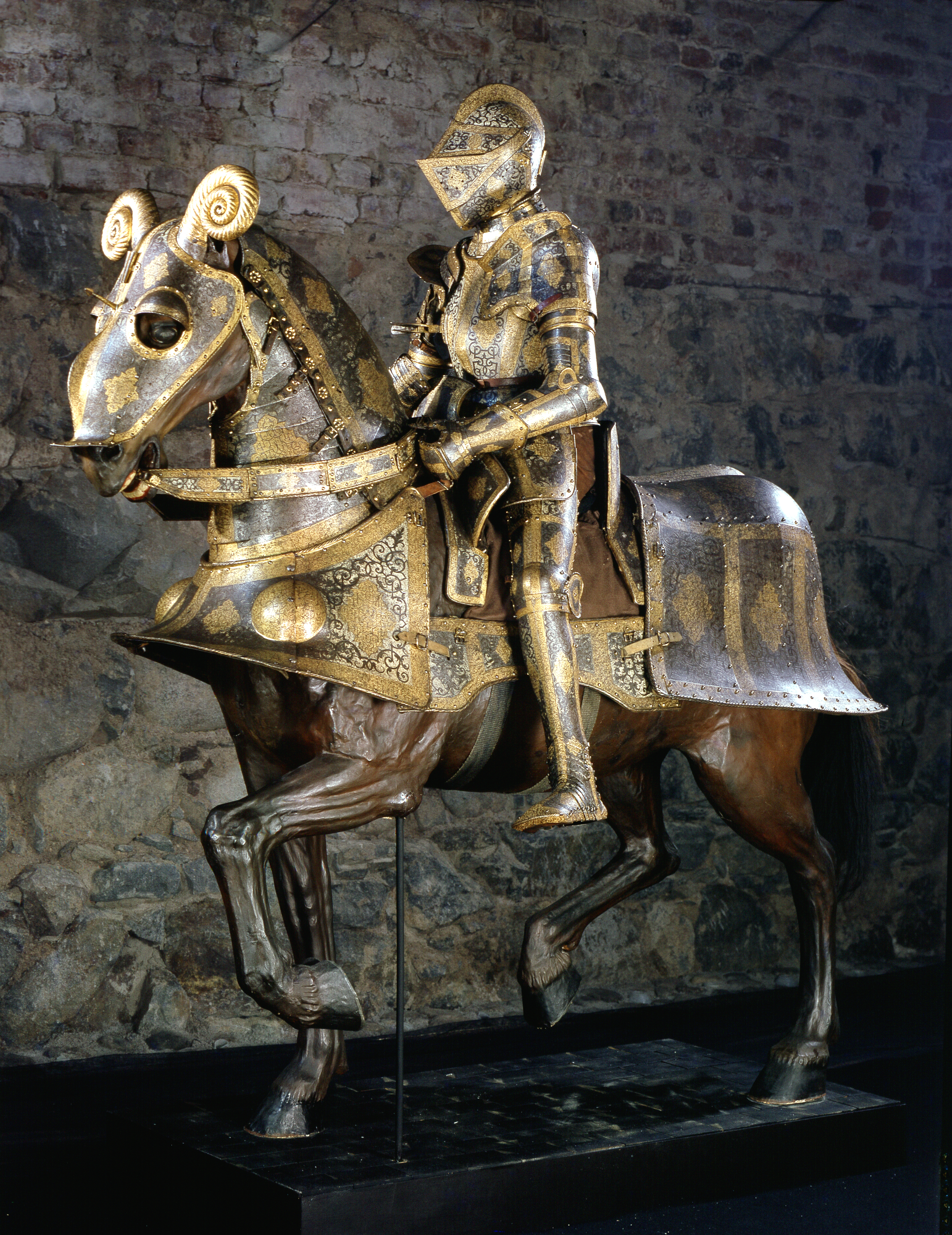
II. Zsigmond Ágost ajándéka

## A múzeum szervezeti irányítása
Igazgatásilag a múzeum a Statens historiska museer (Állami történeti múzeumok) nevű szervezeti egységbe sorol, amihez 2018. január 1. óta Stockholmban és környékén még a következő öt múzeum tartozik:
- Historiska museet
- Hallwylska museet
- Kungliga Myntkabinettet
- Skoklosters slott
- Tumba bruksmuseum